# Anton Kortlandt

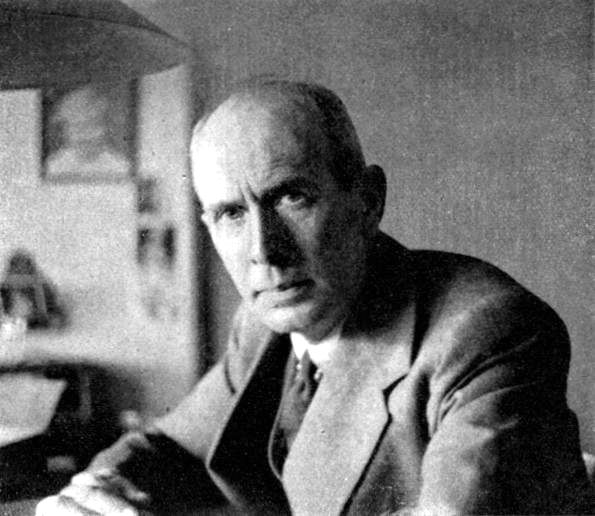
Anton Kortlandt

Anton (Ton) Kortlandt (Zeist, 12 oktober 1891 – Hamburg, 27 november 1944) was een Nederlandse verzetsstrijder in de Tweede Wereldoorlog en actief lid van de Landelijke Knokploegen.
Kortlandt was oud zeeofficier en havenmeester in Rotterdam. Vanaf het begin van de oorlog informeerde hij via Bureau Inlichtingen de Nederlandse regering in Engeland over Duitse activiteiten in de haven. Later deelde hij deze inlichtingen eveneens met verzetsgroepen.
Op 18 mei 1942 probeerde hij met andere mannen in een logger de Noordzee over te steken. Ze werden gearresteerd en naar het Oranjehotel in Scheveningen gebracht. Daar zat hij van 18 mei 1942 tot 6 juni 1944. Vandaar werd hij naar Kamp Vught gebracht en daarna naar concentratiekamp Neuengamme bij Hamburg. Daar overleed hij aan dysenterie.

## Eerbetoon
- Zijn naam staat vermeld op de Erelijst van Gevallenen 1940-1945.[3]
- Zijn naam staat vermeld op het digitaal Monument Oranjehotel.[4]
- Zijn naam staat vermeld op het digitaal Monument Neuengamme.[5]
- In Rotterdam is de Anton Kortlandtstraat naar hem vernoemd.[6]

## Publicaties over Kortlandt
- N. Th. Koomans. "In memoriam A. Kortlandt," in: Rotterdamsch Jaarboekje, 1946, p. 28-34